# Seznam kamenů zmizelých v Libni

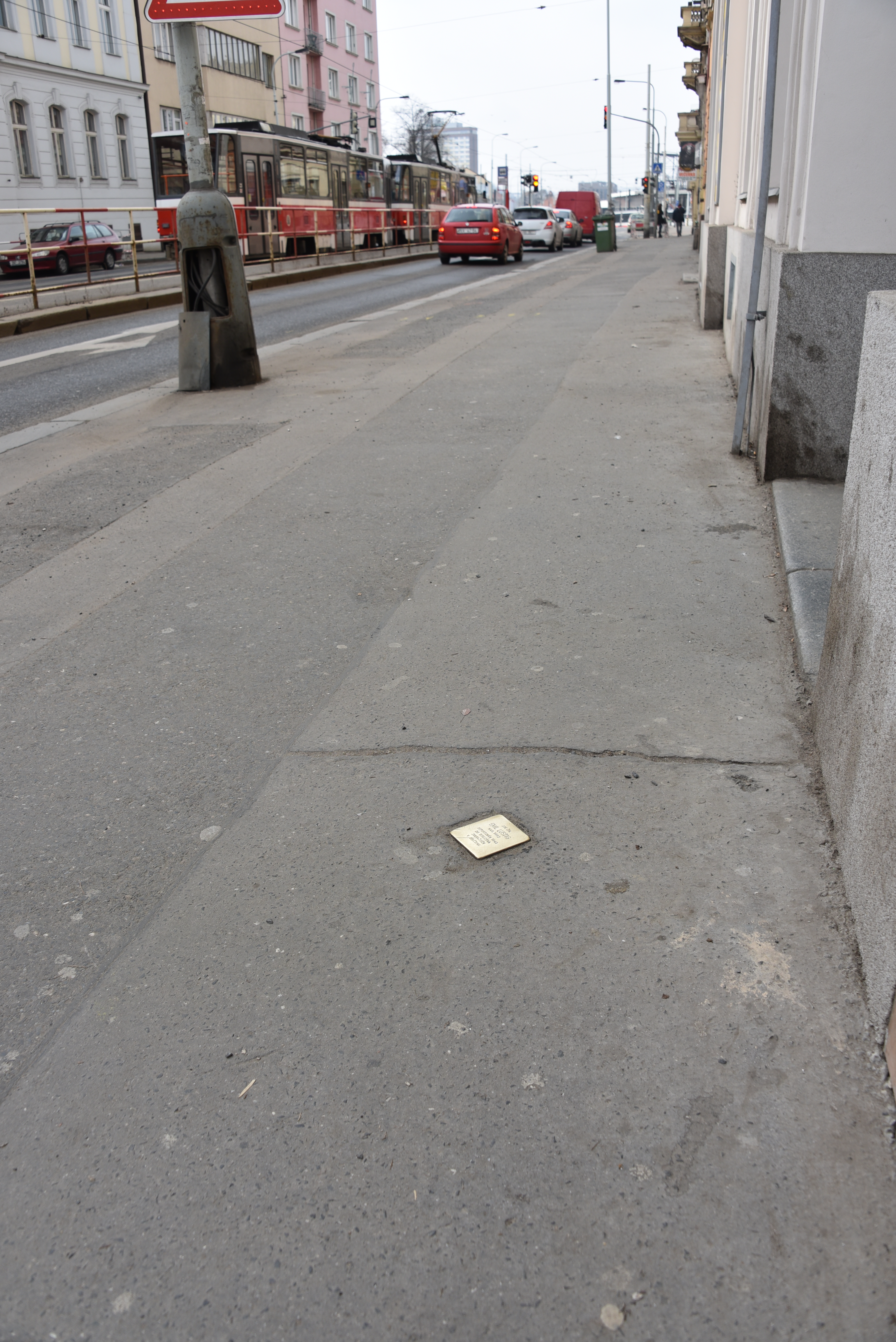
Stolperstein pro Emila Lustiga v Praze-Libni

Seznam kamenů zmizelých v Libni obsahuje pamětní kameny obětem nacismu v Libni (městská čtvrť Prahy). Jsou součástí celoevropského projektu Stolpersteine německého umělce Guntera Demniga. Kameny zmizelých jsou věnovány osudu těch, kteří byli nacisty deportováni, vyhnáni, zavražděni nebo spáchali sebevraždu.
Kameny zmizelých se zpravidla nacházejí před posledním místem pobytu obětí. První instalace v Praze se uskutečnila 8. října 2008.

## Stolpersteine
V Libni se nacházejí tyto kameny zmizelých:
| Obrázek | Nápis | Bydliště                                                            | Jméno, život                           |
| ------- | --- | ------------------------------------------------------------------- | -------------------------------------- |
|         | ZDE ŽIL GUSTAV ADLER NAR. 1877 DEPORTOVÁN 1942 DO TEREZÍNA ZAVRAŽDĚN V SOBIBORU                                | Praha-Libeň, Na Truhlářce 1457/9 50°7′ s. š., 14°27′17″ v. d.       | Gustav Adler                           |
|         | ZDE ŽIL JIŘÍ FREUDENFELS NAR. 1904 DEPORTOVÁN 1942 DO TEREZÍNA 1944 DO OSVĚTIMI ZAVRAŽDĚN                      | Praha-Libeň, V Holešovičkách 1158/25 50°7′3″ s. š., 14°27′29″ v. d. | Jiří Freudenfels                       |
|         | ZDE ŽIL ANTONÍN LÖW NAR. 1933 DEPORTOVÁN 1941 DO LODŽE ZAVRAŽDĚN                                               | Praha-Libeň, Světova 498/3 50°6′21″ s. š., 14°28′25″ v. d.          | Antonin Löw                            |
|         | ZDE ŽIL FRANTIŠEK LÖW NAR. 1930 DEPORTOVÁN 1941 DO LODŽE ZAVRAŽDĚN                                             | Praha-Libeň, Světova 498/3                                          | František Löw                          |
|         | ZDE ŽIL OTAKAR LÖW NAR. 1894 DEPORTOVÁN 1941 DO LODŽE ZAVRAŽDĚN                                                | Praha-Libeň, Světova 498/3                                          | Dr. Otakar Löw                         |
|         | ZDE ŽILA KLÁRA LÖWOVÁ ROZ. STRÁNSKÁ NAR. 1902 DEPORTOVÁNA 1941 DO LODŽE ZAVRAŽDĚNA                             | Praha-Libeň, Světova 498/3                                          | Klára Löwová roz. Stránská             |
|         | ZDE ŽIL EMIL LUSTIG NAR. 1892 DEPORTOVÁN 1943 DO TEREZÍNA ZAVRAŽDĚN V OSVĚTIMI                                 | Praha-Libeň, Sokolovská 428/137 50°6′9″ s. š., 14°28′33″ v. d.      | Emil Lustig                            |
|         | ZDE ŽILA ALEXANDRA SCHULZOVÁ NAR. 1935 DEPORTOVÁNA 1941 DO TEREZÍNA 1944 DO OSVĚTIMI ZAVRAŽDĚNA                | Praha-Libeň, Valčíkova 1146/8 50°7′4″ s. š., 14°27′25″ v. d.        | Alexandra Schulzová                    |
|         | ZDE ŽILA LUCIE SCHULZOVÁROZ. SCHWARZKOPFOVÁ NAR. 1908 DEPORTOVÁNA 1941 DO TEREZÍNA 1944 DO OSVĚTIMI ZAVRAŽDĚNA | Praha-Libeň, Valčíkova 1146/8 50°7′4″ s. š., 14°27′25″ v. d.        | Lucie Schulzová, rozená Schwarzkopfová |